# يوسف الموغي
يوسف أهارون الموغي (بالعبرية: יוסף אהרון אלמוגי‏)، (5 مايو 1910 – 2 نوفمبر 1991) كان سياسيًا إسرائيليًا شغل منصب عضو الكنيست بين عامي 1955 و1977، كما شغل العديد من المناصب الوزارية.

## السيرة الشخصية
ولد باسم جوزيف كارلينبويم في Hrubieszów في الإمبراطورية الروسية (اليوم في بولندا)، وانضم إلى حركة درور في عام 1924 وانتقل إلى فلسطين الانتدابية في عام 1930. لقد شغل منصب قائد الهاجاناه في كفار سابا وتل أبيب (عام 1936) وحيفا (عام 1937). وفي عام 1940، التحق بالجيش البريطاني وقاتل في اليونان. تم القبض عليه وقضى ما تبقى من الحرب في معسكر أسرى حرب ألماني.
عند عودته إلى إسرائيل بعد الحرب، نشط الموغي في السياسة وانضم إلى ماباي بزعامة دافيد بن غوريون. لقد نشط في مجلس عمال حيفا، وشغل منصب السكرتير المناوب من عام 1947 إلى عام 1951 ثم سكرتيرًا من عام 1951 إلى عام 1959. كما شغل منصب الأمين العام لماباي من 1959 إلى 1961.
تم انتخاب الموغي لأول مرة لعضوية الكنيست في انتخابات عام 1955، وشغل منصب وزير بدون حقيبة بعد انتخابات عام 1961، قبل أن يتولى منصبي وزير الإسكان ووزير التنمية في أكتوبر 1962. وعندما حل ليفي أشكول محل بن غوريون في منصب رئيس الوزراء عام 1963، احتفظ الموغي بالمنصبين.
ومع ذلك، عندما قاد بن غوريون الانفصال عن ماباي لتشكيل حزب رافي قبل فترة وجيزة من انتخابات عام 1965، تبعه الموغي، وفقد منصبه الوزاري في هذه العملية. وإثر إعادة انتخابه إلى الكنيست في قائمة رافي، أصبح الموغي وزير العمل في يوليو 1968 عندما اندمج رافي إلى جانب مابام في معراخ التابع لأشكول (وهو اندماج ماباي وأهدوت هافودة). احتفظ بمنصبه بعد انتخابات عام 1969، لكنه لم ينضم إلى حكومة جولدا مائير بعد انتخابات عام 1973.
وخلال فترة ولايته الأخيرة في الكنيست، شغل الموغي أيضًا لفترة وجيزة منصب رئيس بلدية حيفا من 1974 إلى 1975. ثم شغل منصب رئيس المنظمة الصهيونية العالمية من 1975 إلى 1978.
توفي في حيفا في 2 نوفمبر 1991.

## فهرس
- Total Commitment. Herzl Press. 1982. ISBN:0-8453-4749-7.
- The Struggle for Ben-Gurion (بالعبرية). 1988. ISBN:965-248-089-4.

## روابط خارجية
- Yosef Almogi on the Knesset website